# Małgorzata Prażmowska
Małgorzata Helena Jakubiec-Prażmowska (ur. 3 sierpnia 1937 w Krakowie, zm. 24 sierpnia 2021 w Warszawie) – polska aktorka teatralna i filmowa.

## Życiorys
W 1960 roku ukończyła studia na Wydziale Lalkarskim PWST w Krakowie. Aktorka związana z Teatrem Ochoty w Warszawie. Pochowana na Cmentarzu Wawrzyszewskim.

## Filmografia
- 1978: Ślad na ziemi (odc. 5)
- 1981: Debiutantka − kreślarka w biurze projektowym Jerzego
- 1981: Karabiny − żona mierniczego
- 1985: Przyłbice i kaptury (odc. 1 i 9)
- 1989: Lawa − Dama na Balu u Senatora
- 1989: Odbicia (odc. 6)
- 1989: Powrót wilczycy − Agata, służąca Ziembalskich
- 1993: Czterdziestolatek. 20 lat później − babcia poszukująca w „Cricolandzie” wnuczki, Jagienki (odc. 11)
- 1993: Moja historia − sprzątaczka w hotelu Forum (odc. 2)
- 1993: Komedia małżeńska − urzędniczka na poczcie przyjmująca telegram
- 1993: Trzy kolory. Biały
- 1999-2008: Klan − 3 role: sąsiadka Andrzeja i Alicji Marczyńskich; Jadwiga Walasek, była sąsiadka zmarłej tragicznie Maliny Marczak; kobieta w Ogrodzie Botanicznym, która rozmawiała z Ryszardem Lubiczem o udarze mózgu
- 1999: Dług − żona mężczyzny kupującego od Tadeusza samochód
- 1999: Lot 001 (odc. 1)
- 1999: Policjanci − pani Mazur, wychowawczyni zabitej Oli Starz (odc. 3)
- 1999: Wszystkie pieniądze świata
- 2000: Dom − pielęgniarka w szpitalu w Będzinie (odc. 23)
- 2000-2007: M jak miłość − kobieta pytająca o drogę na Warszawę (odc. 10), przyjaciółka Cholakowej (odc. 519)
- 2001-2002: Marzenia do spełnienia − sekretarka w dziekanacie Magdy
- 2001-2002: Na dobre i na złe − pacjentka (odc. 59), Zyta, ciocia Weroniki (odc. 104)
- 2001-2010: Plebania − mieszkanka Brzezin (odc. 523), Teresa (odc. 1488, 1505–1507, 1511). Wystąpiła też w odcinku 65.
- 2004-2005: Pensjonat pod Różą − pani Halina, gospodyni księdza Antoniego (odc. 11 i 43)
- 2005: Tak miało być − Jadwiga, kuracjuszka sanatorium (odc. 12, 14, 16 i 17)
- 2008: Barwy szczęścia − woźna w szkole (odc. 57 i 58)
- 2008: Na kocią łapę − właścicielka zwierzaka
- 2008: Wydział zabójstw − Maria Sowa (odc. 43)
- 2011: Hotel 52 − emerytka (odc. 39)
- 2014: Lekarze − matka Łąckiego (odc. 49)